# 丘のうえから
丘のうえからは2008年製作、2008年12月公開の自主映画。監督は鈴木慎太郎。

## あらすじ
高校3年の平川亜由美はキャバクラでのアルバイトが担任にばれてしまい、処分の代わりに「机上の旅行クラブ」へ入部させられてしまう。そこは文字通り時刻表を手に旅行計画を立てるだけのクラブ。あまりに退屈なクラブ活動に、ある日亜由美は旅行計画を実行に移そうと言い出す・・・。

## スタッフ
- 監督・脚本:鈴木慎太郎
- 製作:丘のうえから製作委員会
- 原案:大庭久幸
- 音楽:ホリジュン
- 撮影・照明:成岡正之
- 録音:中村裕司
- 助監督:岩渕一広・舩山あずさ・会田将巳・篠原雄介
- メイク:石井一恵

## キャスト
- 平川亜由美:さな（相方不在）
- 鈴木智子:吉野ももみ（相方不在）
- 内田美穂:大網亜矢乃
- 川上静:星加子子
- 横地建斗:武富男夢
- 富田裕子:橋本真理江（飛び魚）
- 佐藤五郎
- 中田二郎
- 岡田昂大
- 高橋真由美
- 熊谷直子
- 奈賀毬子
- 山崎小春
- 飯島けいこ
- 鳥居孝信
- 長宗我部陽子
- 高岡良平

ほか

## 主な撮影場所
- 静岡県立小笠高等学校
- 掛川市連雀名店街
- 天竜浜名湖鉄道原谷駅
- ミニストップ菊川半済店

等